# Liste der Monuments historiques in Étreval
Die Liste der Monuments historiques in Étreval führt die Monuments historiques in der französischen Gemeinde Étreval auf.

## Liste der Immobilien
| Bezeichnung       | Beschreibung                                                        | Standort                     | Kennzeichnung | Schutzstatus | Datum     | Bild |
| ----------------- | ------------------------------------------------------------------- | ---------------------------- | ------------- | ------------ | --------- | ---- |
| Château d’Étreval | Burganlage, Ende des 15. Jahrhunderts, ab 1535 zum Schloss umgebaut | südwestlich des Ortes (Lage) | PA00106028    | Inscrit      | 1927 2012 |      |

## Liste der Objekte
| Bezeichnung                                          | Beschreibung                                                  | Standort                      | Kennzeichnung | Schutzstatus | Datum | Bild |
| ---------------------------------------------------- | ------------------------------------------------------------- | ----------------------------- | ------------- | ------------ | ----- | ---- |
| Skulpturengruppe Heilige Anna mit dem heiligen Geist | Stein und Holz, farbig gefasst und vergoldet, 17. Jahrhundert | in der Kirche Ste-Anne (Lage) | PM54001534    | Inscrit      | 1997  |      |